# Laxenburg
Laxenburg es una pequeña población localizada a 30 km de Viena, Austria, perteneciente al distrito de Mödling en el estado de Baja Austria (Niederösterreich).
Laxenburg es conocido, en gran medida, debido al Palacio de Laxenburg, que fue junto con el Palacio de Schönbrunn, la residencia de verano más importante de los Habsburgo.
El Palacio fue adquirido por la familia Habsburgo en 1333, y fue sucesivamente ampliado en el siglo XVII por Lodovico Burnacini y en el 1745 por la emperatriz María Teresa I dándole al interior un estilo rococó, en lo que se refiere a la nueva zona del palacio (Neues Schloss)
Con posterioridad a 1780, se transformó el jardín del palacio en un jardín de estilo inglés, con varios lagos artificiales y en una isla el Franzensburg, castillo construido por orden del emperador Francisco I, del que toma el nombre.

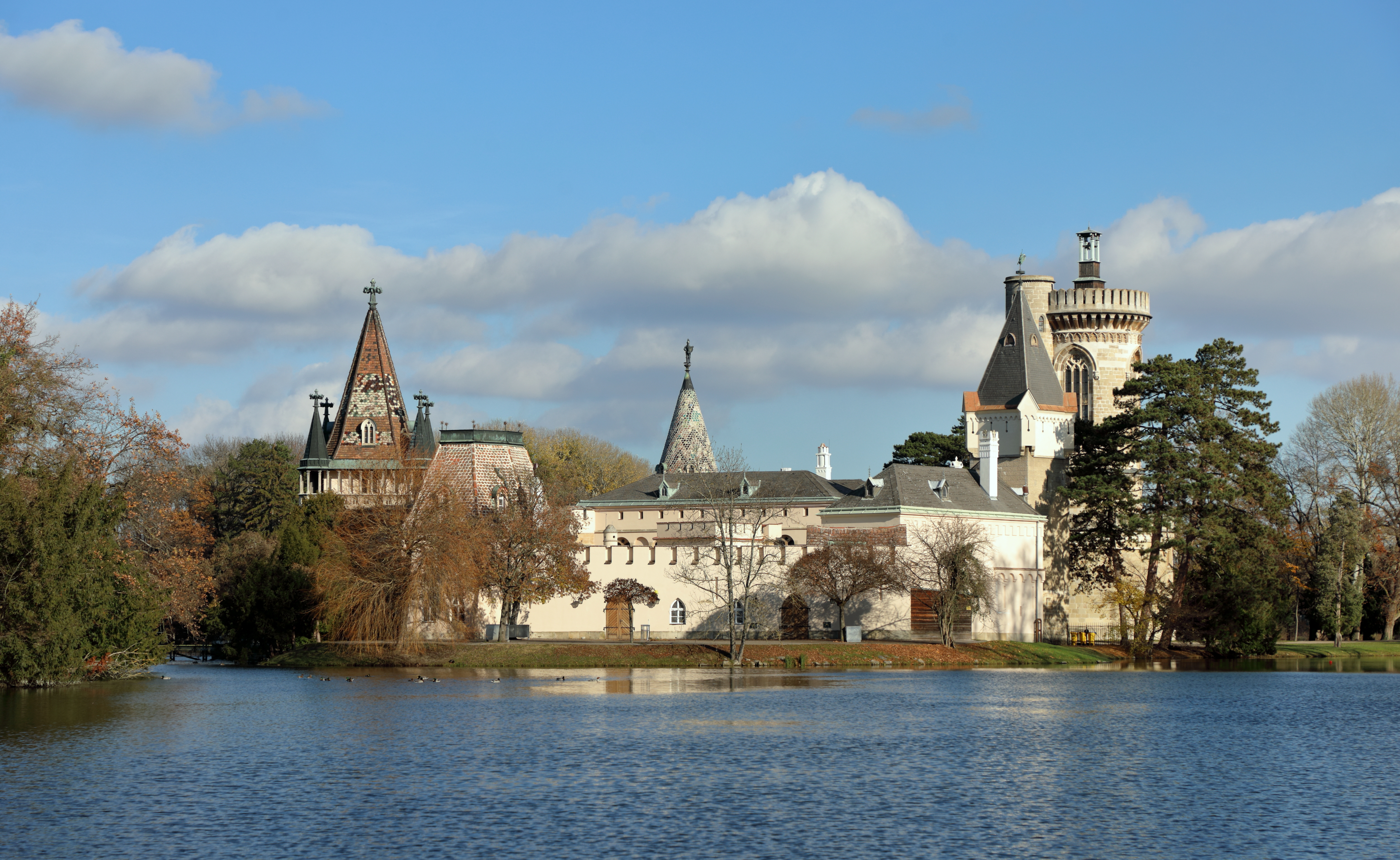
Franzensburg

En 1919, tras la Primera Guerra Mundial, la ciudad de Viena se hizo cargo del dañado palacio, y desde entonces es la ciudad de Viena la propietaria del Parque del Palacio de Laxenburg.
Laxenburg, tras la anexión de Austria por parte de Alemania en 1938, llegó a formar parte de la ciudad de Viena, más concretamente del distrito 24, pero en 1954 se volvió a transferir a la ciudad al Estado de Baja Austria.
A finales de los años 1950 hubo planes de utilizar los parques del Palacio, que se encontraba destrozado tras la Segunda Guerra Mundial en una Exposición Universal, con el fin de revitalizar la zona. Los planes acabaron fracasando, aunque en los años siguientes tanto el parque como el Palacio de Laxenburg fueron reparados, debido a los impulsos de la ciudad de Viena y del Estado de Baja Austria.
Desde 1975 el Palacio de Laxenburg sirve de sede del International Institute for Applied Systems Analysis, IIASA.
Otras atracciones de Laxenburg incluyen el Castillo Antiguo (sede del Archivo Fílmico Nacional de Austria), el Lago Elizabeth, los bosques de Laxenburg, la Tumba de Francisco José, la Estación de Ferrocarriles Imperiales (hoy restaurante de IIASA), la Isla de los Reyes, el Ayuntamiento (Rathaus), la Haus der Mitte, y la Ritterkampfarena, entre otros.

## Academia Internacional contra la Corrupción
La Academia Internacional contra la Corrupción, una iniciativa conjunta de la Oficina de las Naciones Unidas contra la Droga y el Delito (ONUDD), la República de Austria y la Oficina Europea de Lucha contra el Fraude (OLAF), tiene su sede en Laxenburg. 

## Enlaces externos

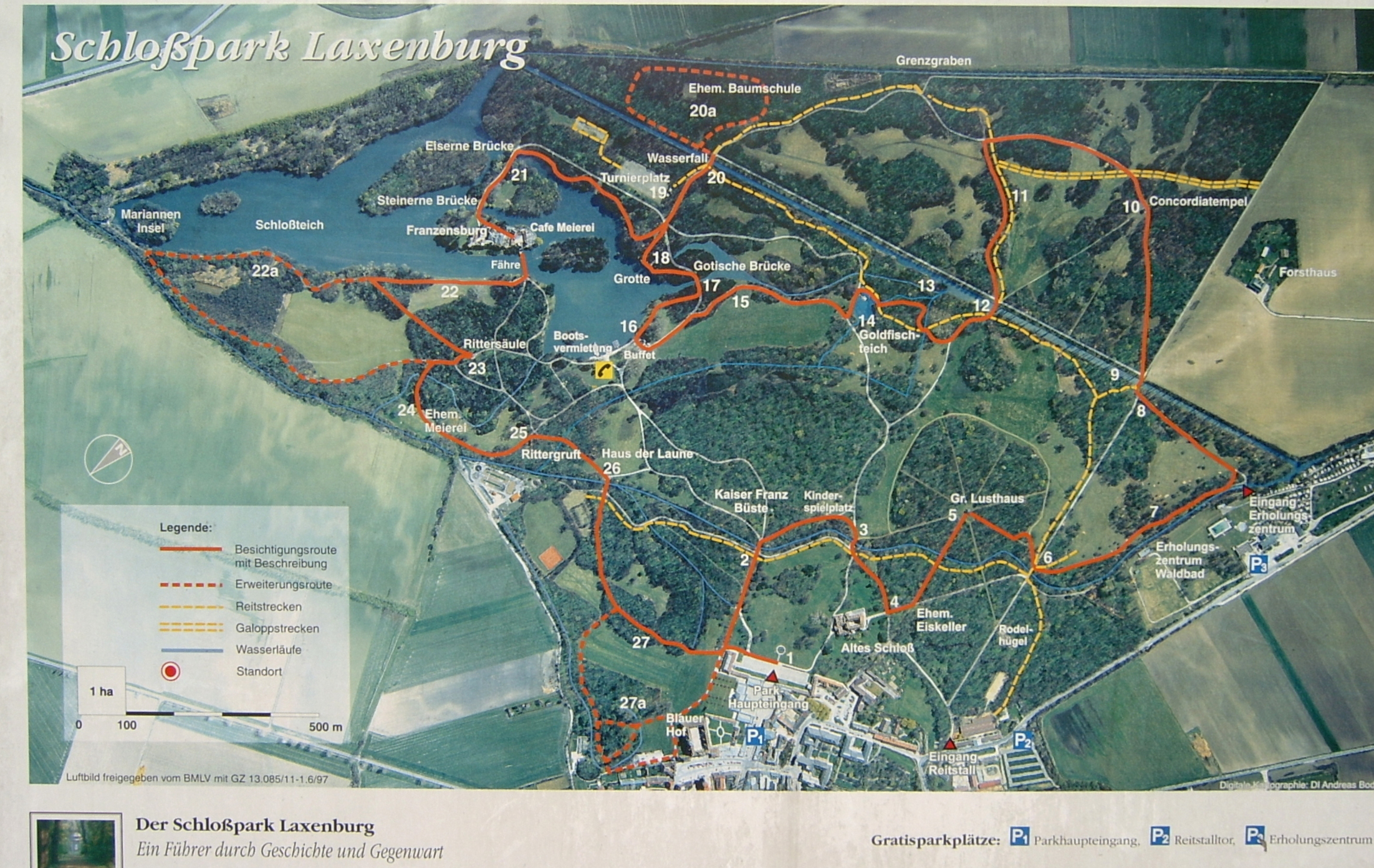
Mapa del parque del Palacio de Laxenburg

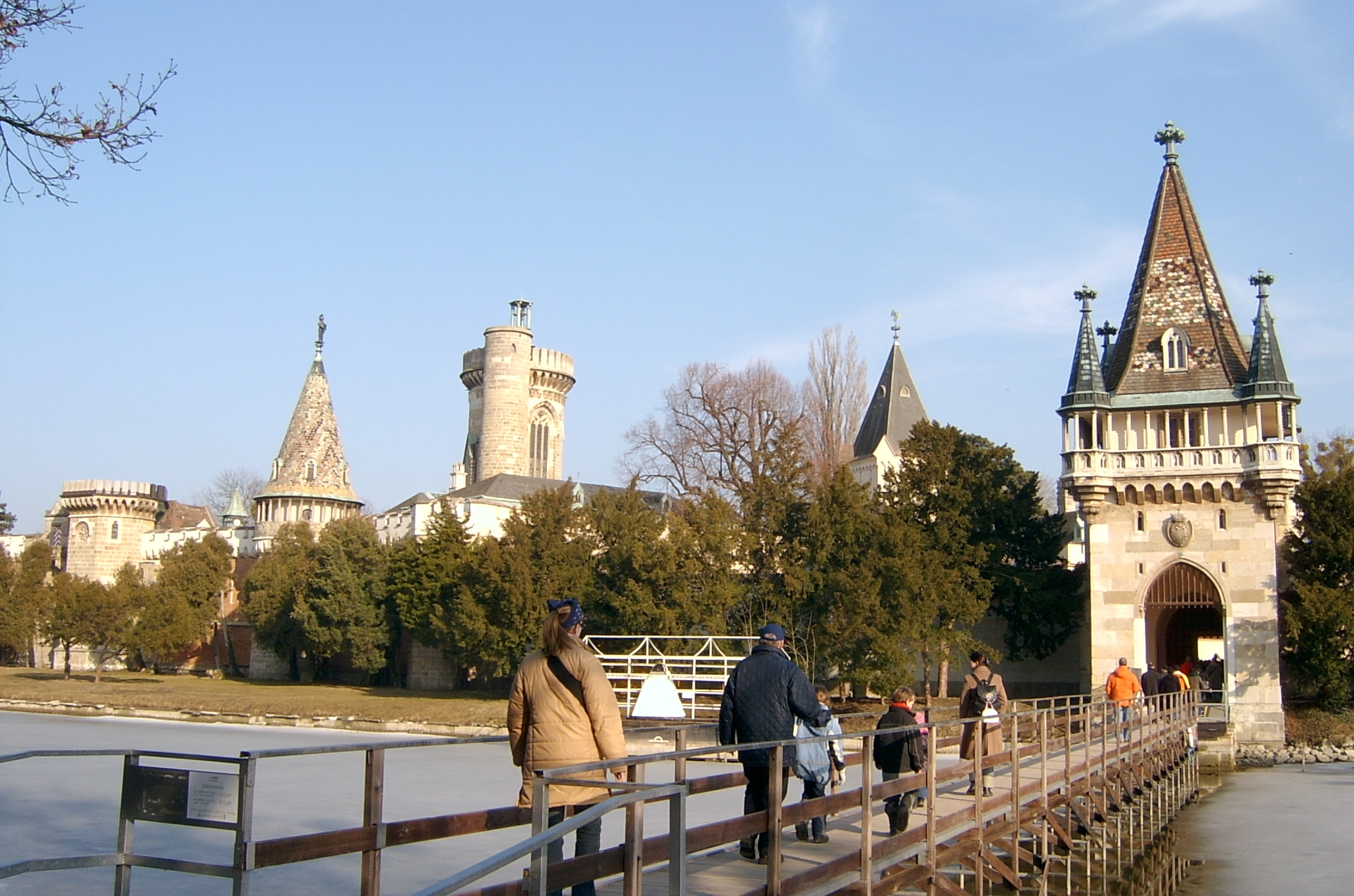
Franzensburg